# Nuno Marques Pereira
Nuno Marques Pereira (Cairu, Bahia, Brasil, 1652 - Lisboa, 9 de diciembre de 1728) fue un sacerdote brasilero-portugués y escritor de tendencia moralista barroco.
Muy poco se sabe sobre la vida de Nuno Marques Pereira. Su obra titulada en forma abreviada "El Peregrino de América", de la que se produjeron múltiples impresiones le valió fama y reconocimiento durante la época colonial.

## El Peregrino de América
El título completo es bastante largo. En la grafía original, se llamó:
"Compendio narrativo del peregrino de América en que se tratan varios discursos Espirituales, y morales, con muchas advertencias, y documentos contra los abusos, que se hallan introducidos por la malicia diabólica en el Estado de Brasil. Dedicado a la Virgen de la Victoria, emperatriz del ciego, reina del mundo, y Señora de la Piedad, Mãy de Deos."
Se publicó en la "Officina de Manoel Fernandes da Costa, Impresora del Santo Officio", en la primera edición, de 497 páginas. El éxito de esta edición hizo que le siguieran otras cuatro, en 1731, 1752, 1760 y 1765, siendo que la segunda y la tercera obtuvieron, además de las licencias ordinarias, el acrecimiento del "Privilégio Real".
Un segundo volumen, manuscrito, fue reproducido a través de copias, algunas de ellas conflictivas en las versiones, siendo publicado finalmente, en edición conjunta con el primero, por la Academia Brasileña de Letras, en el año 1939, titulada "Compendio Narrativo del Peregrino de América ", Con notas y comentarios de Francisco Adolfo de Varnhagen, Leite de Vasconcelos, Afrânio Peixoto, Rodolfo García y Pedro Calmon.
De un tono eminentemente religioso y, por consiguiente, moralista y de ética cristiana, el libro mezcla un viaje -que puede haber sido imaginario- con personajes que dialogan con el peregrino, posiblemente el propio autor. El peregrino recorre el denominado Camino de Bahía que une Cachoeira con las zona de las minas auríferas al suroeste. A su paso por las diversas posadas a la vera del camino el Peregrino elabora enseñanzas de a moral, que aúna con las vicisitudes de los sitios que recorre.